# Leptogorgia albipunctata
Leptogorgia albipunctata är en korallart som beskrevs av Stiasny 1936. Leptogorgia albipunctata ingår i släktet Leptogorgia och familjen Gorgoniidae. Inga underarter finns listade i Catalogue of Life.